# Kanton Étampes
Kanton Étampes is een kanton van het Franse departement Essonne. Kanton Étampes maakt deel uit van het arrondissement Étampes. Het heeft een oppervlakte van 547,08 km² en telt 63.519 inwoners in 2018.

## Gemeenten
Het kanton Étampes omvatte tot 2014 de volgende 11 gemeenten:
- Boissy-le-Sec
- Boutervilliers
- Bouville
- Brières-les-Scellés
- Chalo-Saint-Mars
- Étampes (hoofdplaats)
- Morigny-Champigny
- Ormoy-la-Rivière
- Puiselet-le-Marais
- Saint-Hilaire
- Valpuiseaux

Door de herindeling van de kantons bij decreet van 24 februari 2014, met uitwerking op 22 maart 2015 werden er 34 gemeenten aan toegevoegd.
Op 1 januari 2019 werden de gemeenten Méréville en Estouches samengevoegd tot de fusiegemeente (commune nouvelle) Le Mérévillois.
Sindsdien omvat het kanton volgende 44 gemeenten:
- Abbéville-la-Rivière
- Angerville
- Arrancourt
- Authon-la-Plaine
- Auvers-Saint-Georges
- Blandy
- Bois-Herpin
- Boissy-la-Rivière
- Boissy-le-Cutté
- Boissy-le-Sec
- Boutervilliers
- Bouville
- Brières-les-Scellés
- Brouy
- Cerny
- Chalo-Saint-Mars
- Chalou-Moulineux
- Champmotteux
- Chatignonville
- Congerville-Thionville
- D'Huison-Longueville
- Étampes
- Fontaine-la-Rivière
- La Forêt-Sainte-Croix
- Guillerval
- Marolles-en-Beauce
- Le Mérévillois
- Mérobert
- Mespuits
- Monnerville
- Morigny-Champigny
- Ormoy-la-Rivière
- Orveau
- Plessis-Saint-Benoist
- Puiselet-le-Marais
- Pussay
- Roinvilliers
- Saclas
- Saint-Cyr-la-Rivière
- Saint-Escobille
- Saint-Hilaire
- Valpuiseaux
- Vayres-sur-Essonne
- Villeneuve-sur-Auvers